# Michał Janocha

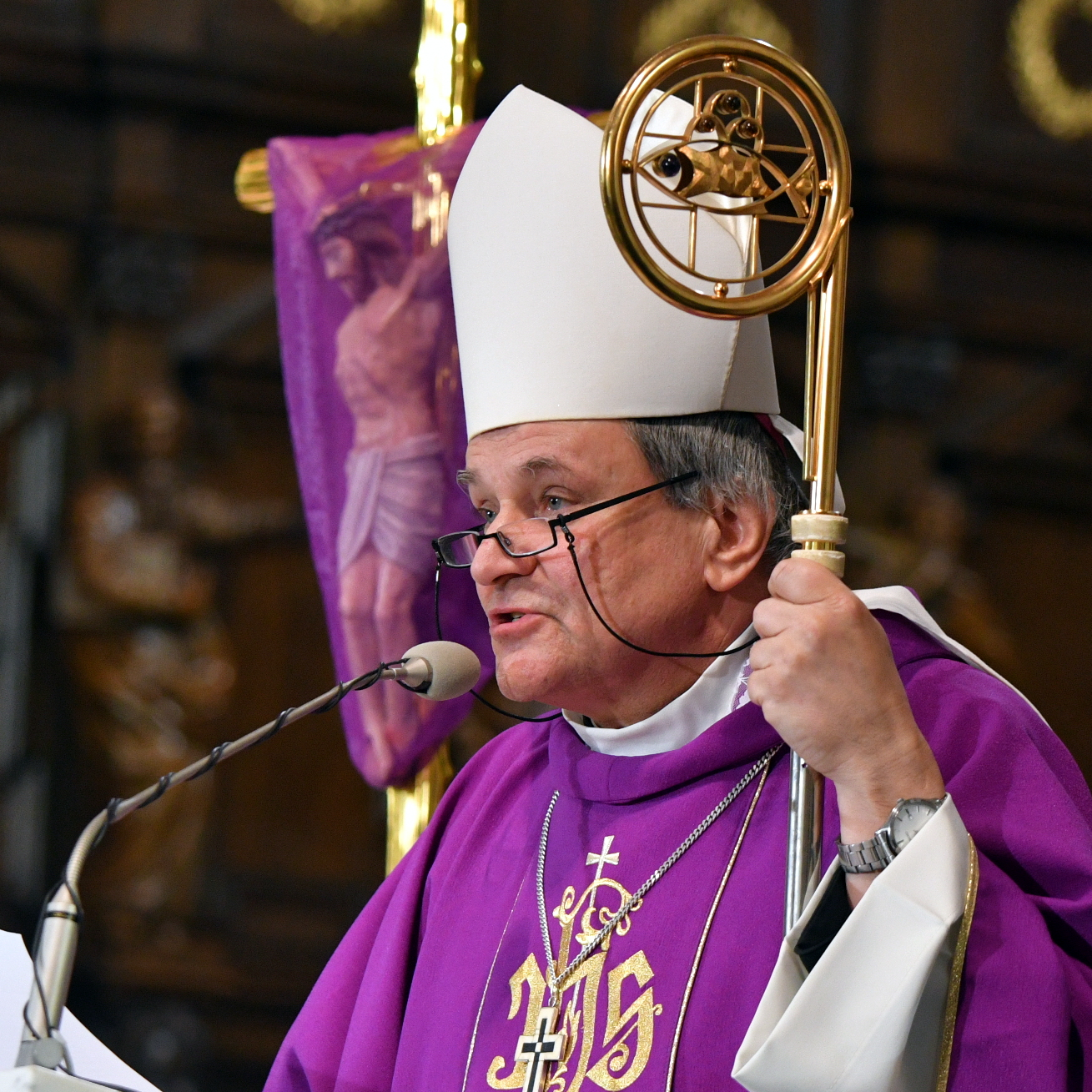
Michał Janocha (2019)

Bischofswappen von Michał Janocha

Michał Robert Janocha (* 27. Oktober 1959 in Warschau) ist ein polnischer römisch-katholischer Geistlicher und Weihbischof in Warschau.

## Leben
Michał Janocha besuchte das Stephan-Báthory-Gymnasium in Warschau. Von 1978 bis 1982 studierte er zunächst Kunstgeschichte an der Katholischen Theologischen Akademie Warschau und erlangte einen Magisterabschluss. Ab 1983 folgte das Studium der Philosophie und der Katholischen Theologie am Priesterseminar Hl. Johannes der Täufer in Warschau. Er empfing am 28. Mai 1987 in der Johanneskathedrale in Warschau durch den Erzbischof von Warschau, Józef Kardinal Glemp, das Sakrament der Priesterweihe für das Erzbistum Warschau.
Nach der Priesterweihe war Janocha zunächst als Pfarrvikar und als Katechet in Izabelin tätig. 1988 setzte er seine Studien an der Katholischen Theologischen Akademie Warschau fort, an der er 1993 bei Janusz Stanisław Pasierb mit der Arbeit Ikonografia Mszy Świętej w średniowiecznej i nowożytnej sztuce polskiej („Ikonografie der Messe in der mittelalterlichen und modernen polnischen Kunst“) in Geschichte und Kunstgeschichte promoviert wurde. 1989 gründete er die sozio-religiöse Monatszeitschrift Credo, deren Chefredakteur er bis 1993 war. Daneben wirkte er von 1990 bis 1994 als Kaplan am Blindenzentrum in Laski und arbeitete am Diözesanmuseum in Warschau. Ab 1992 lehrte Janocha als Dozent, ab 1995 als Assistenzprofessor und von 2004 bis 2011 schließlich als außerplanmäßiger Professor am Lehrstuhl für byzantinische und postbyzantinische Kunstgeschichte der Kardinal-Stefan-Wyszyński-Universität Warschau. Zudem leitete er von 2002 bis 2011 die Abteilung für Kulturgeschichte des Christlichen Ostens am dortigen Institut für Kunstgeschichte. 2003 wurde er an der Kardinal-Stefan-Wyszyński-Universität Warschau mit der Arbeit Ukraińskie i białoruskie ikony świąteczne w dawnej Rzeczypospolitej. Problem kanonu („Ukrainische und belarussische Festikonen im ehemaligen Staatenbund. Das Problem des Kanons“) im Fach Geschichte habilitiert. Überdies lehrte er von 2008 bis 2010 an der Fakultät für Architektur der Technischen Universität Warschau. Ab 2010 war Janocha Professor am Institut für interdisziplinäre Studien „Artes Liberales“ der Universität Warschau und gemeinsam mit Waldemar Deluga Herausgeber der Zeitschrift Series Byzantina. Studies on Byzantine and Postbyzantine Art.
Neben seiner akademischen Tätigkeit wirkte Janocha bis 2009 als Seelsorger in der Pfarrei St. Sigismund in Warschau. Am Priesterseminar in Warschau fungierte er zusätzlich von 2009 bis 2013 als Spiritual sowie ab 2013 als Direktor der Bibliothek und Beichtvater. Darüber hinaus gehörte er ab 1997 der Diözesankommission für Kunst und Architektur an und war als Konsultor des Kulturrates der Polnischen Bischofskonferenz tätig. Am 31. März 2005 verlieh ihm Papst Johannes Paul II. den Ehrentitel Päpstlicher Ehrenkaplan.
Am 9. Mai 2015 ernannte ihn Papst Franziskus zum Titularbischof von Barica und bestellte ihn zum Weihbischof in Warschau. Die Bischofsweihe spendete ihm der Erzbischof von Warschau, Kazimierz Kardinal Nycz, am 14. Juni desselben Jahres in der Johanneskathedrale in Warschau. Mitkonsekratoren waren der Apostolische Nuntius in Polen, Erzbischof Celestino Migliore, und der Erzbischof von Przemyśl, Józef Michalik. Sein Wahlspruch Marana tha („Unser Herr, komm!“) stammt aus 1 Kor 16,22 . Als Weihbischof ist Janocha zudem Generalvikar des Erzbistums Warschau. Darüber hinaus gehört er dem Priesterrat und dem Konsultorenkollegium des Erzbistums an. Seit 2021 ist er außerdem Mitglied der Beiräte des Museums Johannes Paul II. und Primas Wyszyński in Warschau und seit 2022 des Museums des Königlichen Schlosses Warschau. Ferner gehört er der Polnischen Vereinigung der Kunsthistoriker und der Jury der Pater-Janusz-Pasierb-Stiftung an.
In der Polnischen Bischofskonferenz fungiert Janocha zudem seit 2016 als Vorsitzender des Rates für die Kultur und den Schutz des kulturellen Erbes. Ferner leitet er die Arbeitsgruppe für das Kulturerbe und die Kultur sowie das Vergabekomitee des „Totus Tuus“-Preises der Stiftung Werk des neuen Jahrtausends. Überdies ist er Kirchlicher Assistent der Vereinigung der kirchlichen Museen und Schatzkammern „Ars Sacra“.
Seine Forschungsschwerpunkte sind die Geschichte der byzantinischen Kunst und deren Vergleich mit der westlichen Tradition sowie Kulturtheologie. Für sein Werk Ikony w Polsce. Od średniowiecza do współczesności („Ikonen in Polen. Vom Mittelalter bis zur Gegenwart“) erhielt Janocha 2008 den Fredro’s Pen und den Feniks-Preis des Verbandes der katholischen Verleger Polens. 2018 wurde ihm die Silbermedaille und 2023 die Goldmedaille der Gloria-Artis-Medaille für kulturelle Verdienste verliehen. Außerdem erhielt er 2020 das Ritterkreuz des Ordens Polonia Restituta und 2023 die Medaille „Pro Bono Poloniae“.
Janochas Onkel mütterlicherseits und Pate ist der Rechtsanwalt und Politiker Jan Olszewski. Er ist des Weiteren entfernt verwandt mit dem Freiheitskämpfer Stefan Okrzeja.

## Schriften

### Monografien
- Missa in arte Polona. Ikonografia mszy świe̜tej w średniowiecznej i nowożytnej sztuce polskiej. Wydawn. Krupski i S-ka, Warschau 1998, ISBN 978-83-8611719-2.
- Ukraińskie i białoruskie ikony świąteczne w dawnej Rzeczypospolitej. Problem kanonu. Neriton, Warschau 2001, ISBN 978-83-8897301-7.
- Janusz Stanisław Pasierb, Michał Janocha: Polonica artystyczne w zbiorach watykańskich. Wydawn. Krupski i S-ka, Warschau 2002, ISBN 978-83-8611746-8.
- Ikona Zwiastowania. Ikonografia Zwiastowania w sztuce chrześcijańskiego Wschodu i Zachodu. Pallottinum, Posen 2002, ISBN 978-83-7014-454-8.
- Ikony w Polsce. Od średniowiecza do współczesności. Wydawnictwo „Arkady“, Warschau 2018, ISBN 978-83-213-4493-5.

### Artikel
- Ryt Podniesienia Hostii i Kielicha w polskiej ikonografii. In: Saeculum Christianum. Nr. 1, 1998, OCLC 1019984980, S. 103–130.
- Msza św. na obrazkach wotywnych. In: Saeculum Christianum. Nr. 2, 1998, OCLC 998748286, S. 103–115.
- Wykopaliska archeologiczne Ojca Maksymiliana Ryłły w zbiorach watykańskich. In: Warszawskie Studia Teologiczne. Band 12, 1999, OCLC 998261814, S. 63–69.
- Rzekome kartony Tadeusza Kuntze-Konicza w Muzeach Watykańskich. In: Saeculum Christianum. Nr. 1, 2000, OCLC 998296196, S. 183–198.
- Aleksandro Tarasevičiaus 1682 m. Vilniaus graviūrų ciklas „Sacrificium Missae“ liturginių-alegorinių „Vitae Christi“ ciklų kontekste. In: Acta Academiae Artium Vilnensis. Nr. 25, 2002, S. 81–105.
- Wjazd Chrystusa do Jerozolimy w ukraińskim malarstwie ikonowym. In: Saeculum Christianum. Nr. 1, 2003, OCLC 998856663, S. 169–196.
- Słowo a obraz: źródła literackie do dziejów estetyki i sztuki bizantyńskiej. In: Series Byzantina. Band 2, 2004, OCLC 886854279, S. 21–41.
- Hiob – Sęp – Baka. Tryptyk ilustracyjny Lebensteina. In: Grażyna Grochowiakowa (Hrsg.): Jan Lebenstein. Demony. Muzeum Literatury im. Adama Mickiewicza, Warschau 2005, S. 42–48.
- Exaltation de la Sainte Croix dans le cadre de cycles illustratifs d’Invention de la Sainte Croix dans la peinture monumentale postbyzantine de la fin du 15e et du 16e siècle. In: Ниш и Византиjа. Трећи научни скуп. Ниш, 3–5 jун 2004. Зборник Радова III. Niš 2005, S. 309–318.
- Pictura sacra nova et vetera. In: Musica Sacra Nova. Band 1, Nr. 1, 2007, OCLC 1008721160, S. 357–363.
- „Ad leones“ Norwida, czyli o granicach reinterpretacji. In: Maria Poprzęcka (Hrsg.): Wielkie dzieła – wielkie interpretacje. Stowarzyszenie Historyków Sztuki, Warschau 2007, OCLC 897177555, S. 129–142.
- Miniatura Podwyższenia Krzyża Świętego w „Menologionie Bazylego II“. In: Series Byzantina. Band 5, 2007, OCLC 1008710277, S. 55–63.
- Wpływ Apokryfów na ikonografię Apostołów i Ewangelistów. In: Marek Starowieyski (Hrsg.): Apokryfy Nowego Testamentu. Band 2. Wydawnictwo WAM, Krakau 2007, S. 71–121.
- Icon Painting in the Grand Duchy of Lithuania in the Sixteenth-Eighteenth Centuries. In: Acta Historiae Artium Balticae. Nr. 2, 2008, S. 79–98.
- Ruskie i rosyjskie ikony Hodegetrii. In: Salvatoris Mater. Band 10, Nr. 1, 2008, OCLC 995658727, S. 153–172.
- Podwyższenie Krzyża Świętego w ikonografii bizantyńskiej. In: Ikonotheka: prace Instytutu Historii Sztuki Uniwersytetu Warszawskiego. Band 21, 2008, OCLC 998936416, S. 81–101.
- Sacrum verkitschen. In: Przegląd Powszechny. Band 125, Nr. 5, 2008, OCLC 995654678, S. 11–19.
- Serge Averintsev: byzantinologie dans la perspective humaniste. In: Series Byzantina. Band 8, 2010, OCLC 888627207, S. 283–291.
- Niektóre aspekty ikonografii unickiej na terenie Rzeczpospolitej. In: Mariusz Zemło, Radosław Dobrowolski (Hrsg.): Śladami unii brzeskiej (= Acta Collegii Suprasliensis. Band 10). Wydawnictwo KUL, Lublin 2010, OCLC 1204345612, S. 495–543.
- Święci Antoni i Teodozy Pieczerscy w ikonografii cerkiewnej na terenie Podkarpacia. In: Aneta Kramiszewska (Hrsg.): Fides imaginem quaerens: studia ofiarowane ksie̜dzu profesorowi Ryszardowi Knapińskiemu w siedemdziesia̜ta̜ rocznice̜ urodzin. Wydawn. Werset, Lublin 2011, OCLC 888810835, S. 237–250.
- Ikony zachodnioruskie na terenie Polski. In: Radosław Dobrowolski, Mariusz Zemło (Hrsg.): Dziedzictwo Unii Brzeskiej (= Acta Collegii Suprasliensis. Band 14). Wydawnictwo KUL, Lublin 2012, OCLC 1236060654, S. 289–328.
- L’enseignement de saint Jean de la Croix sur les images et les tableaux d’El Greco. In: Andrzej Witko (Hrsg.): Art in the time of El Greco (= Studia de arte moderna. Band 2,1). The Pontifical University of John Paul II in Krakow Press, Krakau 2016, OCLC 1156634730, S. 211–228.
- Stary i Nowy Rzym: o dwóch paradygmatach kulturowych i teologicznych. In: Marek Dobrzeniecki, Maciej Raczyński-Rożek (Hrsg.): Teologia między Wschodem a Zachodem (= Myśl Teologiczna. Band 98). Wydawnictwo WAM, Krakau 2019, OCLC 1151275507, S. 39–63.
- Kalofania w bizantyńskim i łacińskim zwierciadle. In: Karto-Teka. Nr. 11, 2022, OCLC 9737867239, S. 7–22.
- Architektura cerkiewna na Ukrainie 1991–2022. In: Kultura Słowian. Band 19, 2023, OCLC 10140598807, S. 155–171 (ejournals.eu [PDF; 1,2 MB]).